# Rąbień
Rąbień – wieś w Polsce położona w województwie łódzkim, w powiecie zgierskim, w gminie Aleksandrów Łódzki.
Do 1954 roku istniała gmina Rąbień. W latach 1975–1998 miejscowość administracyjnie należała do ówczesnego województwa łódzkiego.
Rąbień powstał prawdopodobnie na przełomie XI i XII wieku, po raz pierwszy wzmiankowany jest w źródłach pisanych z 1399 r. W okresie przedrozbiorowym własność szlachecka. W pobliżu tej wsi rezerwat torfowy „Rąbień” oraz stanowisko archeologiczne ze środkowej epoki kamienia (mezolitu).
Miejscowość włączona jest do sieci komunikacji autobusowej MPK Łódź: w latach 2013-2017 za sprawą linii 74, a od 2.04.2017 - linii 97A.

## Galeria

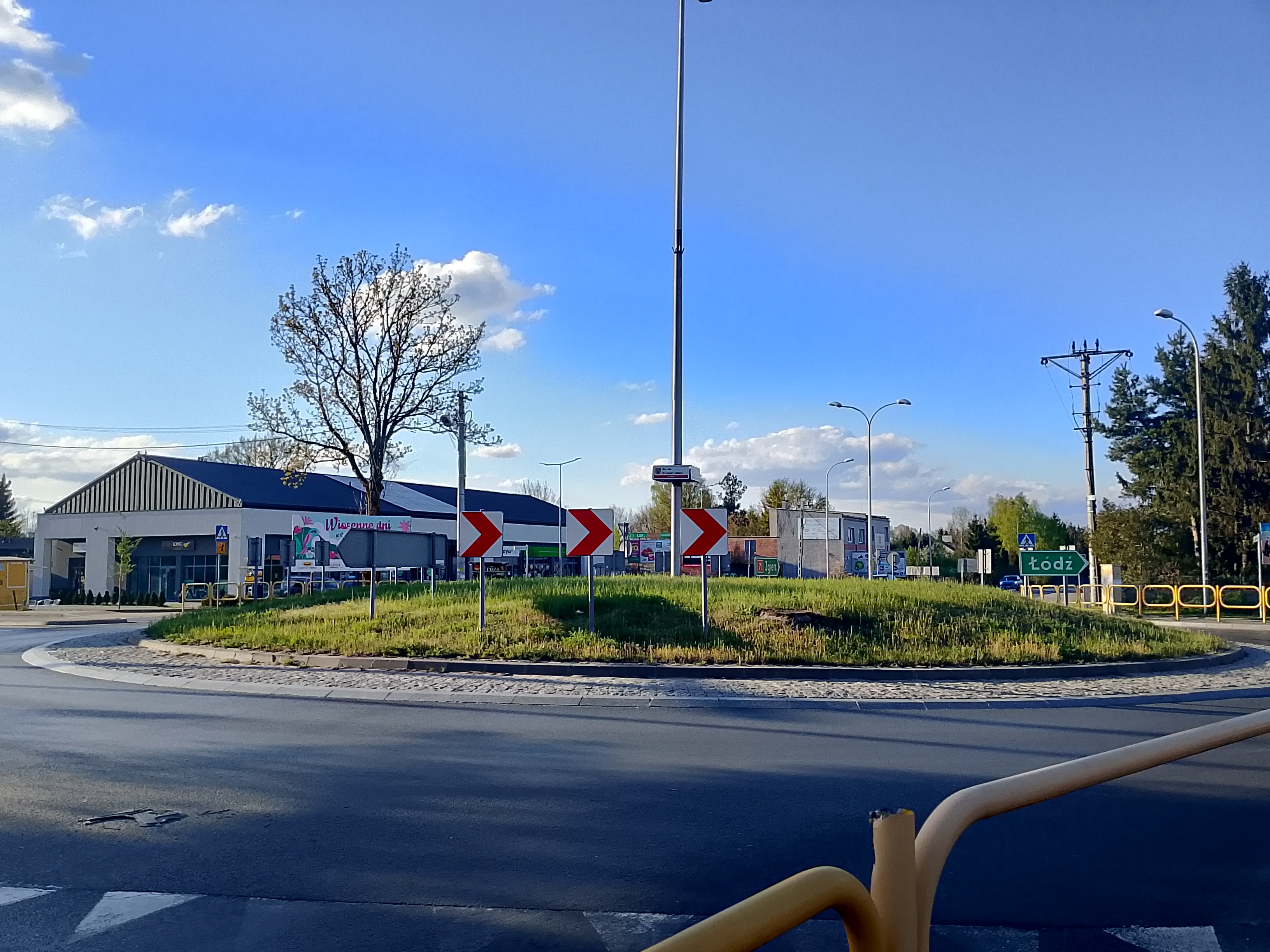
Rondo Niepodległości w centrum wsi
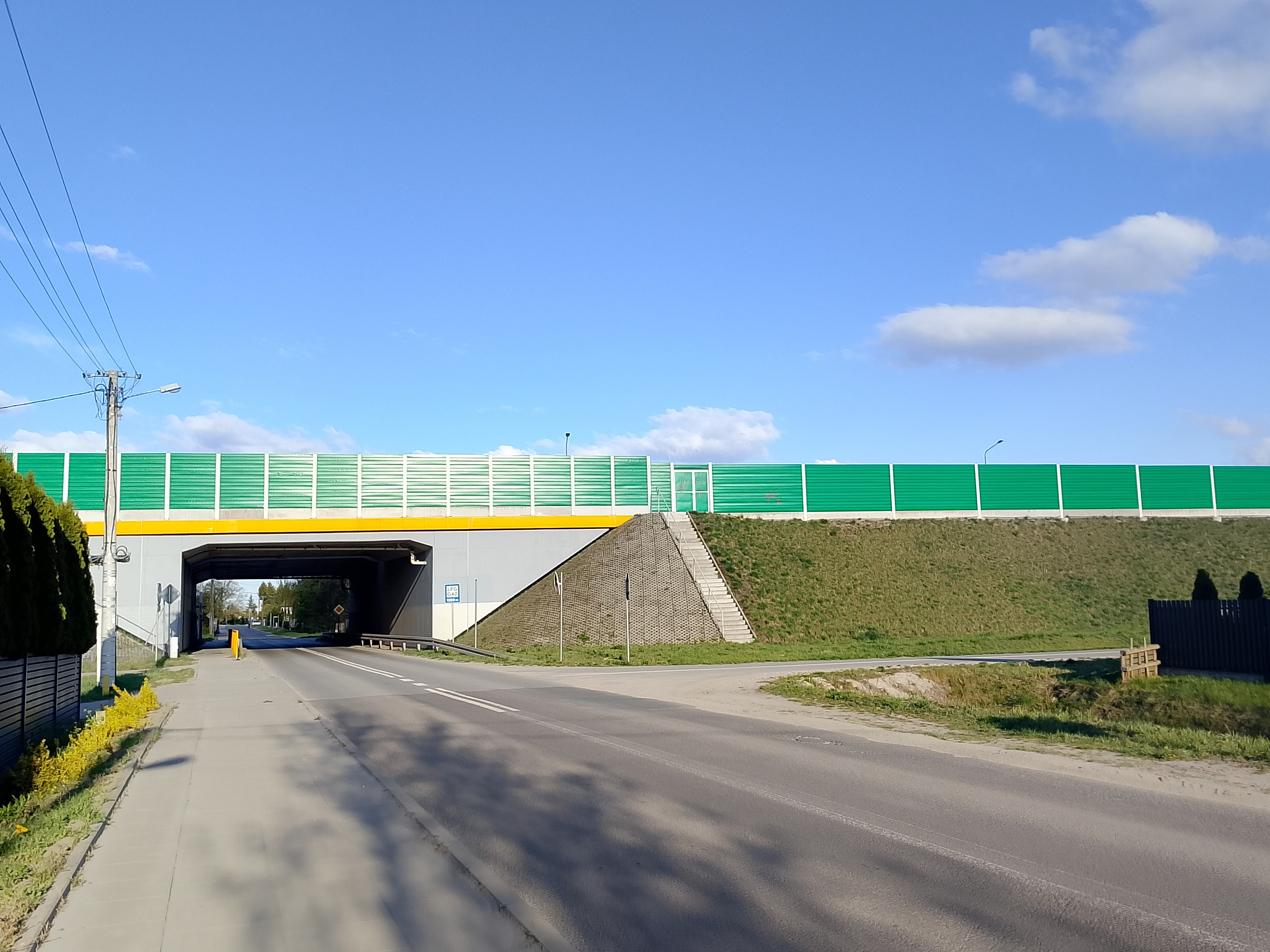
Wiadukt drogi ekspresowej S14
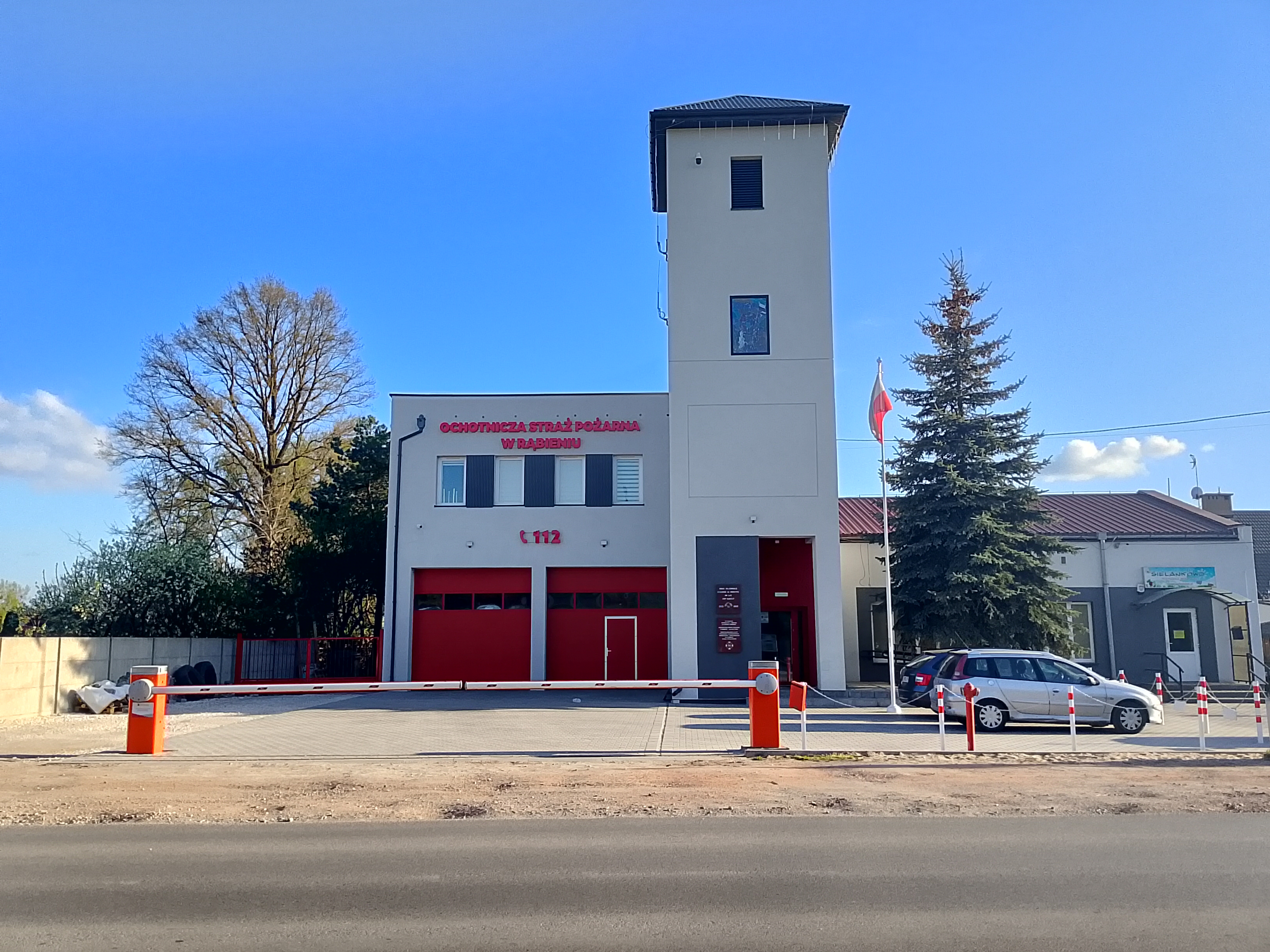
Remiza OSP
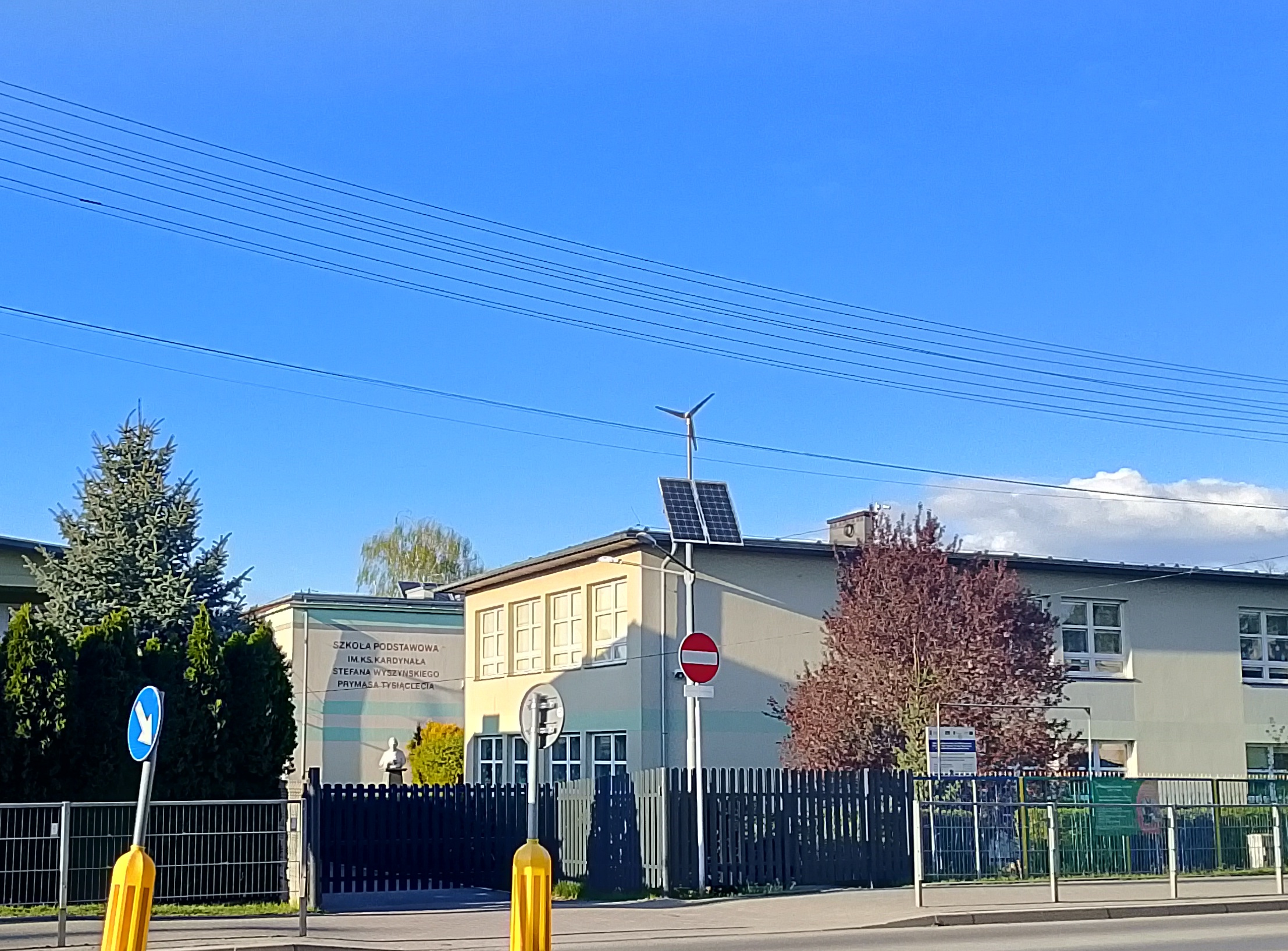
Szkoła Podstawowa im. ks. Stefana Kardynała Wyszyńskiego Prymasa Tysiąclecia w Rąbieniu
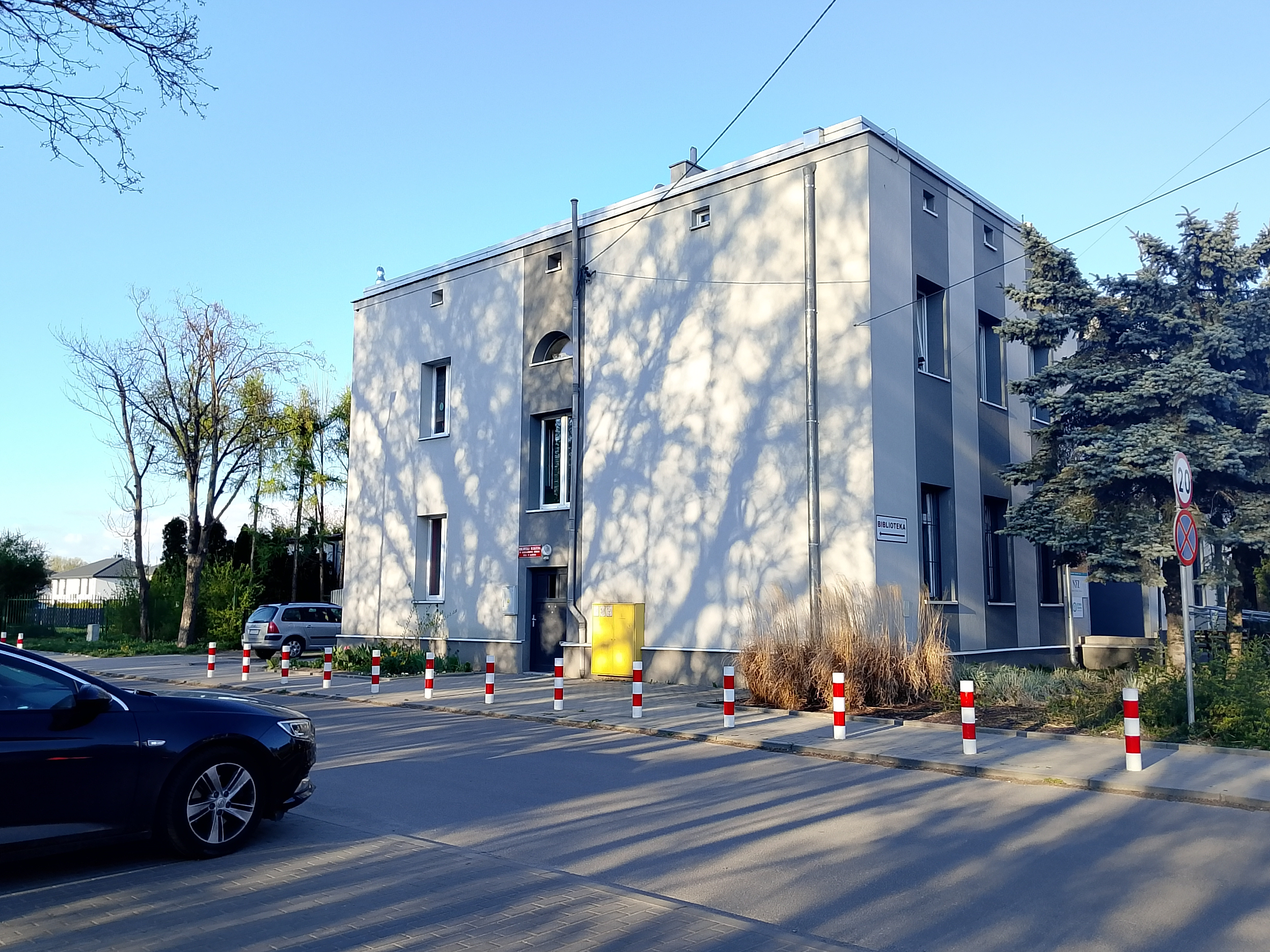
Biblioteka Publiczna im. Jana Machulskiego w Aleksandrowie Łódzkim. Filia w Rąbieniu
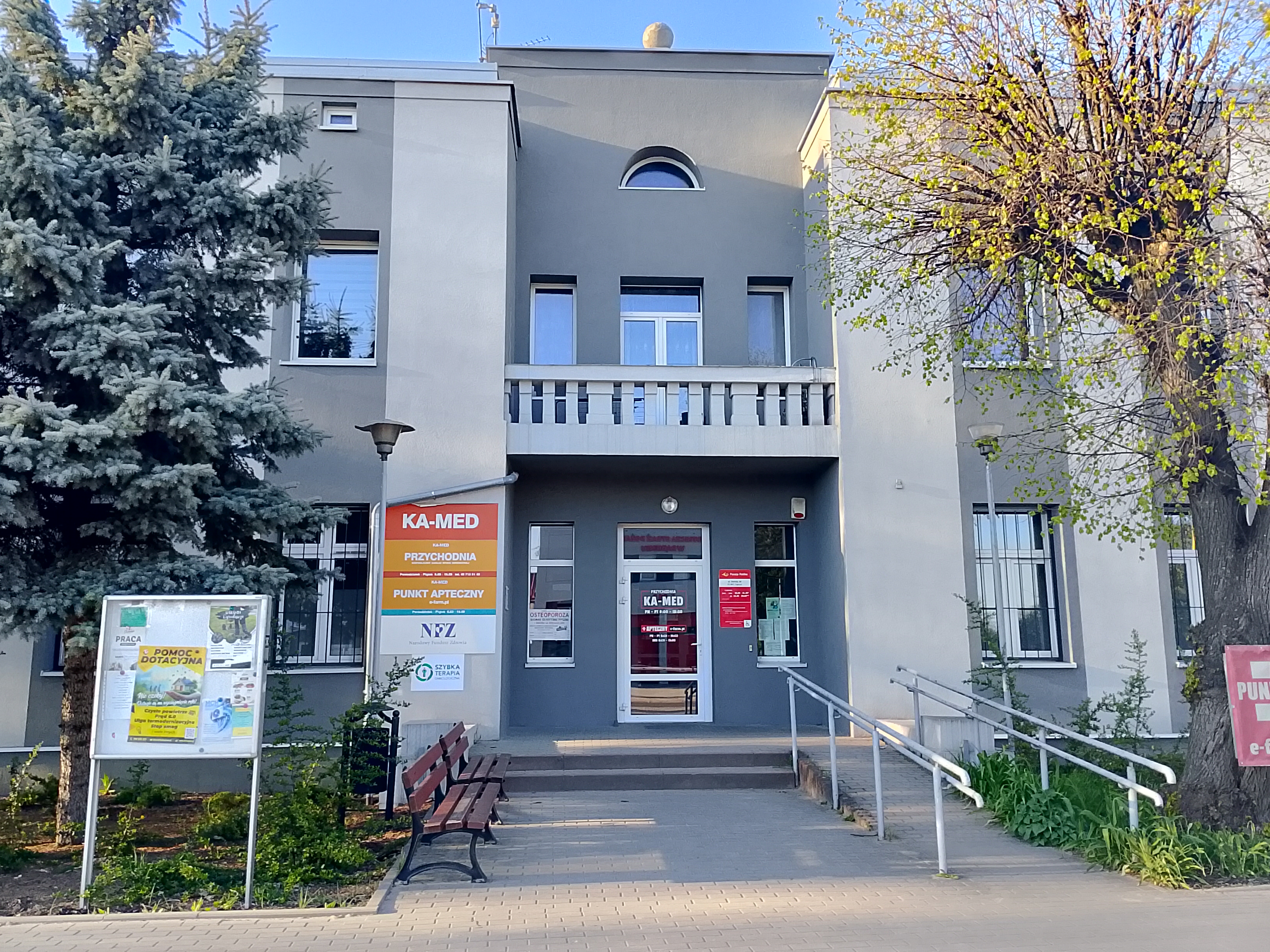
Przychodnia zdrowia w Rąbieniu
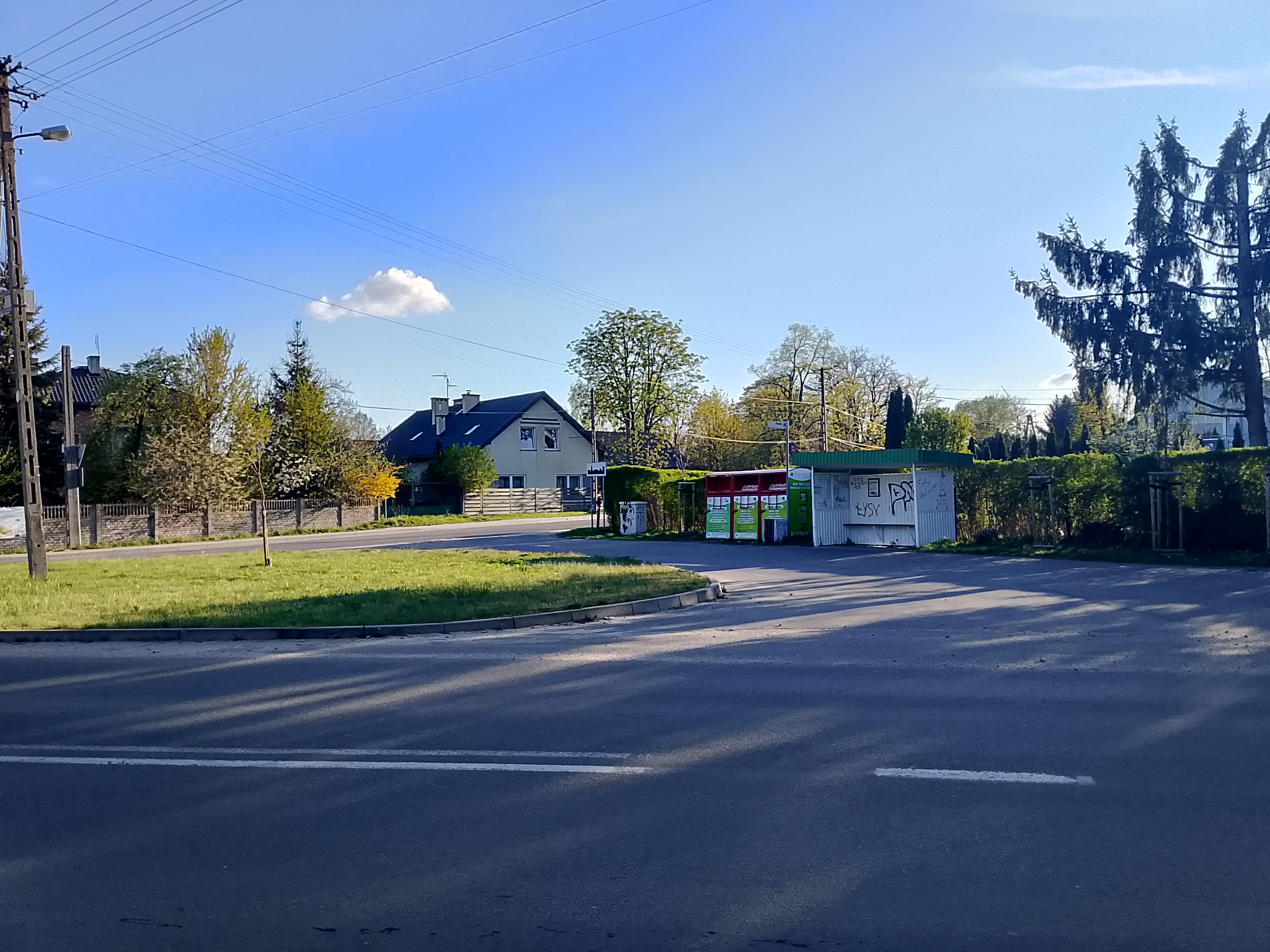
Przystanek autobusowy w centrum wsi, dawna pętla
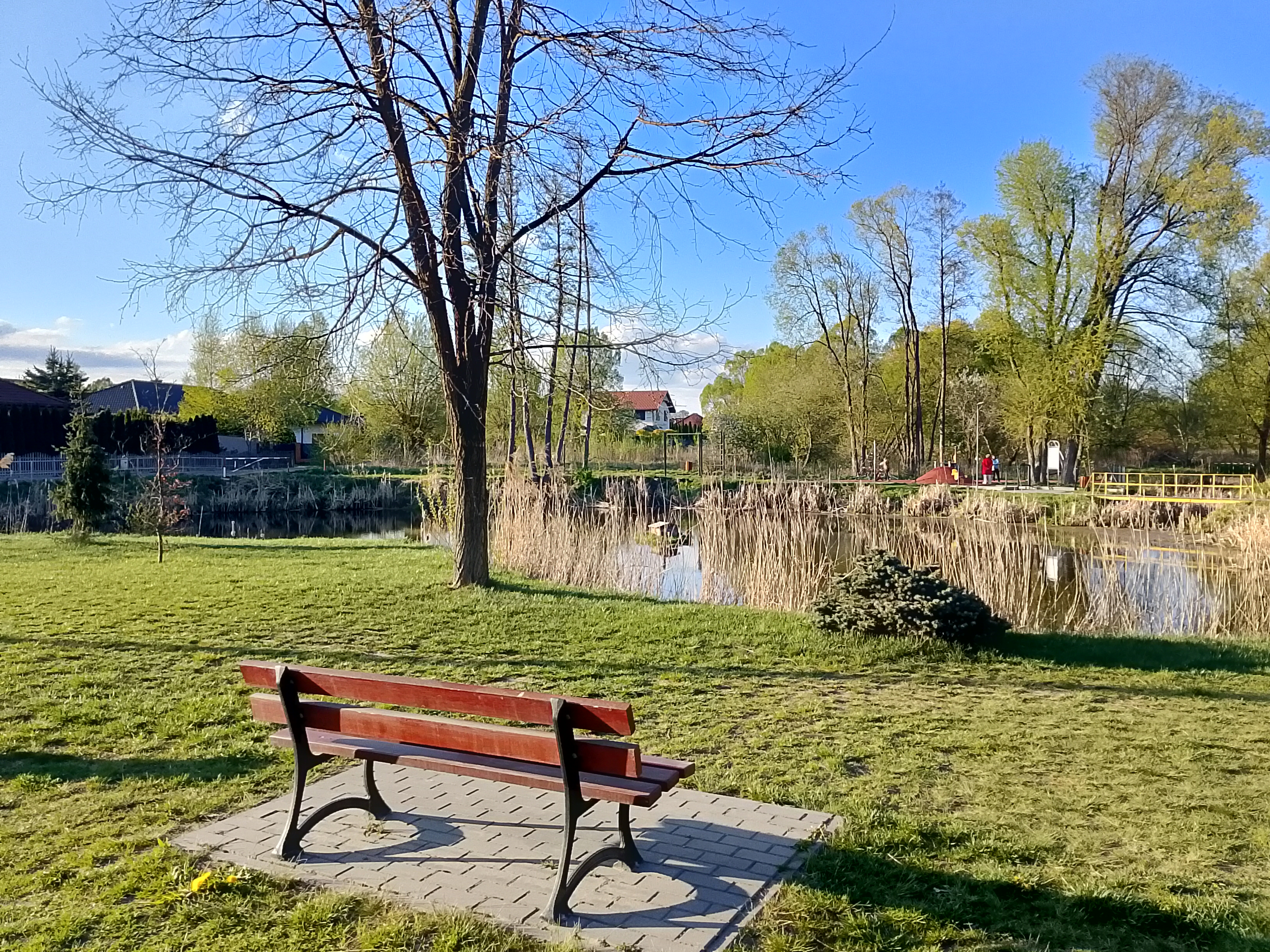
Tereny rekreacyjne